# Eroll Zejnullahu
Eroll Zejnullahu (ur. 19 października 1994 w Berlinie) – kosowski piłkarz pochodzenia niemieckiego grający na pozycji środkowego pomocnika.